# Montcada (llinatge)

Escut dels Montcada

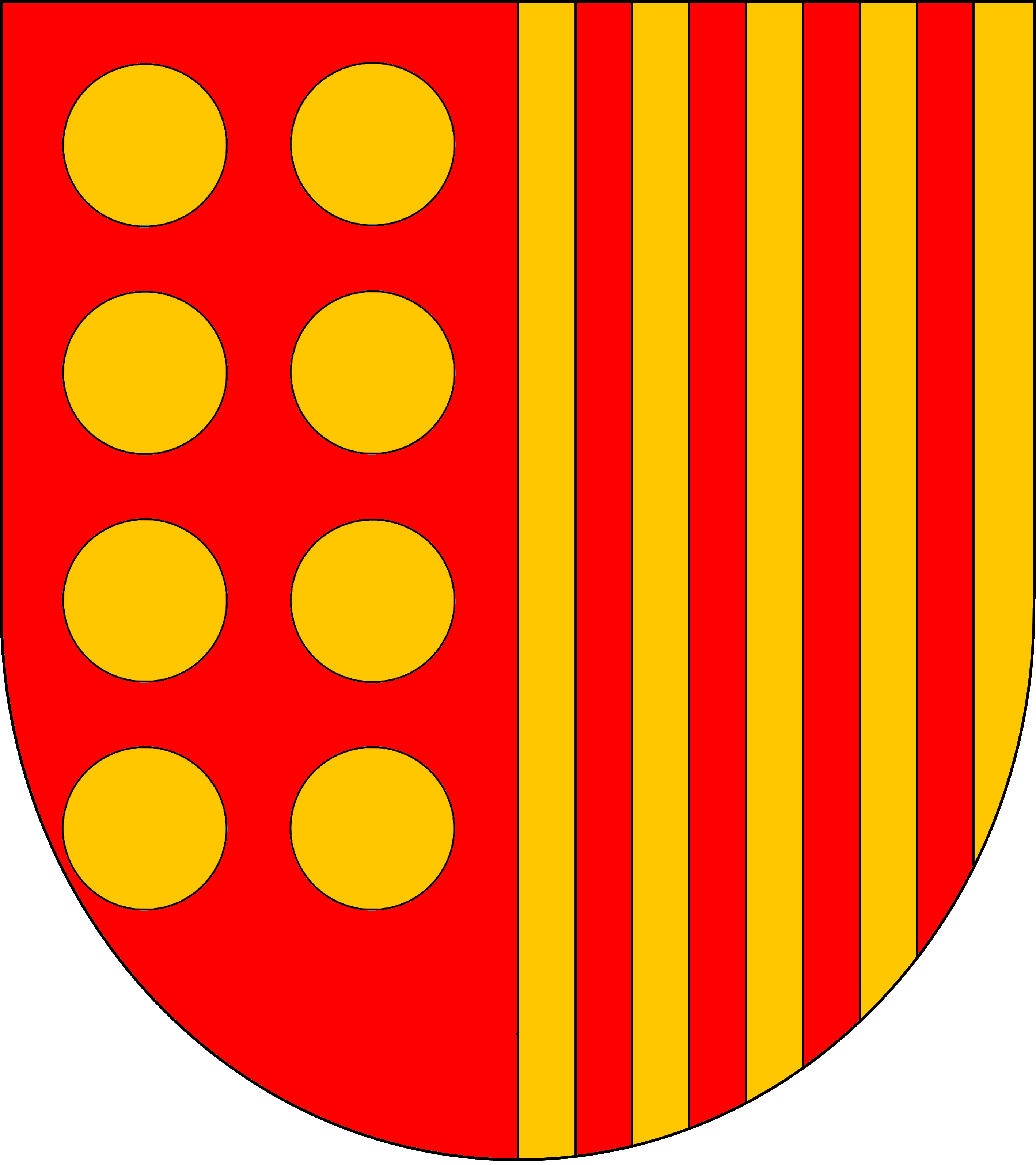
Escut dels Montcada com a virreis de Sicília

El llinatge de Montcada és un dels més importants de Catalunya, per les possessions que va acumular i per la importància dels seus membres. Un dels Montcada, Guillem Ramon, conegut com "el Gran Senescal" (segle xii), que havia accedit al títol per matrimoni amb Beatriu de Montcada, filla de Berenguer de Montcada, fou un personatge molt influent de la cort barcelonina i senescal de Ramon Berenguer III el Gran, Ramon Berenguer el Sant i Alfons el Cast, tots tres comtes de Barcelona.

## Llegenda i història
El primer dels Montcada que apareix a la llegenda és l'anomenat Dapifer (que vol dir senescal, precisament) de Montcada, un dels anomenats Nou Barons de la Fama. Però el primer Montcada del qual hi ha documentació històrica fefaent (final segle x - començament segle xi) és el noble Guillem de Muntanyola o de Vacarisses, que s'anomenà Guillem I de Montcada pel fet d'haver rebut com a feu el castell de Montcada. Guillem I de Montcada va morir l'any 1039-1040. No s'ha de confondre aquest Guillem I de Montcada amb un dels seus descendents, Guillem I de Montcada i de Bearn (segle xii), fill del Gran Senescal, ni amb el bisbe de Lleida Guillem de Montcada i d'Aragó (segle xiii), ni amb altres que dugueren el seu mateix nom.
Guillem I de Montcada, el primer que apareix en la documentació històrica, sembla que era fill d'un vescomte de Girona anomenat Sunifred, propietari del castell de Malla. Guillem vivia al castell de Muntanyola. El seu fill gran fou Ramon I de Montcada. Bernat, el segon, fou ardiaca de Barcelona, i Renard de Sarroca, el tercer, fou senyor del castell de la Roca del Vallès i inicià la família de La Roca o Sarroca. Ramon I de Montcada fou pare de Berenguer de Montcada, el qual fou pare de Beatriu de Montcada, que es casà el 1117 amb el senescal de Barcelona Guillem Ramon, conegut com "el Gran Senescal", ja esmentat, que era fill de Guillem d'Hostoles (el qual també havia estat senescal de Barcelona). La casa d'Hostoles depenia del comtat de Besalú.

## Possessions i relacions
A la mort del Gran Senescal, la Casa de Montcada havia acumulat, a més de les possessions originàries (Montcada, Muntanyola, la Roca, Vacarisses, Hostoles i altres per tot el Vallès i Osona), el vescomtat de Bearn i altres territoris a Lleida, Provença i Tortosa, i estaven emparentats (per casament en segones núpcies del mateix Guillem Ramon I) amb els vescomtes de Cardona, una altra de les cases importants de Catalunya.
Només repassant les cases de noblesa i les grans famílies nacionals i estrangeres amb què han estat emparentats els Montcada al llarg de la història es veu la seva influència: Aragó, Cardona, Bearn, Ayerbe, Cervera, Luna, Natoli, Anglesola, Cornell, Aitona, Albalat, Abarca, Queralt, Vilaragut, Urgell, Entença, Illa Jordà, Pinós, Lloria, Seròs, Vilamarxant, Ribelles, Lioro, Tolsà, Gralla, Benavides, Cervelló, Portocarrero-Meneses, Alagó, Peralta, Caltanissetta, Vallgornera, Ventimiglia, Fenollar, Sanseverino, Pignatelli, Cardonetto, Perio, De la Cerda, Pollicino-Castagna, Saccano, Ioppolo, Oreto, Branciforte, Belluga, Peris, Sarrià, Arborea…